# 高元海
高 元海（こう げんかい、生年不詳 - 578年）は、北斉の皇族。

## 経歴
高思宗の子として生まれた。官に入って散騎常侍に累進した。山林に隠居して仏門で修行したいと願い出て、文宣帝の許可を得た。2年経つと、求道の意志は挫けて、官への復帰を求め、もとの任に呼び戻された。以来酒色をほしいままにする生活を送った。天保年間、都督として柔然を征討した。元海は武芸の心得がなく、臆病なことで王師羅とともに知られていたが、いったん鋒を交じえると、勇猛強壮なところをみせた。
皇建2年（561年）、孝昭帝が晋陽に赴き、長広王高湛が鄴の留守を任されると、元海は散騎常侍として機密を管掌した。先年、孝昭帝は楊愔らを処断して権力を掌握するにあたって、事が成った暁に皇太弟に立てると高湛に約束して協力を取り付けていた。しかし孝昭帝が即位すると、高百年を皇太子に立てたため、高湛は大きな不満を抱いていた。ときに太史が「北城に天子の氣あり」と孝昭帝に進言し、また童謡に「中興寺内白鳧翁、四方側聴声雍雍、道人聞之夜打鐘」と流布されていた。この謡の「鳧翁」という詞は長広王高湛を指しており、「道人」は先帝の済南王高殷を指していた。孝昭帝は済南王の復位を警戒して、晋陽に連行させるべく、平秦王高帰彦を鄴に派遣した。高湛は身の安全を図るため、元海に相談した。元海は数騎で晋陽に入って太后に同情を訴えるのを上策とし、済南王を立てて挙兵するのを下策とした。高湛はなおも迷い、占いに頼って挙兵しないことを決め、数百騎をつけて済南王を晋陽に送らせた。
孝昭帝が死去し、武成帝（高湛）が即位すると、元海は侍中・開府儀同三司・太子詹事に任じられた。河清2年（563年）、元海は和士開に誣告されて、馬鞭60回の罰を受け、兗州刺史に左遷された。武平3年（572年）2月、尚書右僕射となり、祖珽とともに朝政を取り仕切った。この頃、元海は後妻の伯母にあたる陸令萱についての陰口を祖珽に多く漏らしていた。祖珽が領軍の位を求めたとき、元海が認めなかったため、祖珽はその意趣返しに元海の発言について陸令萱に知らせた。陸令萱は激怒し、元海は鄭州刺史に左遷された。武平7年（576年）、平陽の戦いに敗れて後主が鄴城に逃げ帰ると、元海は召還されて尚書令となった。後主は皇太子への譲位について議論しようと、宋士素・盧思道・李徳林らとともに元海を召し出した。承光元年（577年）、元海は北周に降った。建徳7年（578年）、鄴城で反乱を計画した罪で処刑された。

## 伝記資料
- 『北斉書』巻14 列伝第6
- 『北史』巻51 列伝第39